# Hrabstwo Quay
Hrabstwo Quay (ang. Quay County) – hrabstwo w stanie Nowy Meksyk w Stanach Zjednoczonych.

## Miasta
- Tucumcari

## Wioski
- House
- Logan
- San Jon

## CDP
- Nara Visa